# Guaiúle
O guaiúle (/ɡwaɪˈuːliː/ ou /waɪˈuːleɪ/ em espanhol) (Parthenium argentatum), é um arbusto lenhoso perene da família Asteraceae nativo da área de pastagem do deserto de Chihuahua; incluindo o sudoeste dos Estados Unidos e o norte do México. Foi documentado pela primeira vez por JM Bigelow em 1852 através do Mexican Boundary Survey e foi descrito pela primeira vez por Asa Gray. Borracha natural, etanol, adesivos não tóxicos e outras especialidades químicas podem ser extraídos do guaiúle. Também pode ser extraída uma fonte alternativa de látex hipoalergénico, ao contrário da borracha Hevea normal. Embora a Castilla elastica fosse a fonte de borracha mais utilizada pelos mesoamericanos nos tempos pré-colombianos, o guaiúle também era usado, embora com menos frequência.   O nome "guaiúle" deriva da palavra Nahuatl ulli/olli, "borracha".

## Descrição e território
O guaiúle cresce em áreas rochosas de deserto calcário em pleno sol. Os ramos externos e as folhas da planta são cobertos por finos pelos prateados chamados tricomas, e flores branco-amareladas crescem nos caules no topo da planta. As folhas densamente peludas são cobertas com cera branca para ajudar a evitar o secamento. A planta possui um extenso sistema radicular, o que lhe confere resistência à seca. Uma raiz principal estende-se para baixo, enquanto as raízes laterais estendem-se da raiz principal para o lado. Em algumas plantas, as raízes laterais são mais longas que a raiz principal, enquanto em outras plantas ocorre o oposto. As populações indígenas de guaiúle dos EUA ocorrem na região de Trans Pecos, no sudoeste do Texas. Também pode ser encontrado nas regiões desérticas baixas do Arizona, Novo México e algumas partes do sul da Califórnia e nos estados mexicanos de Zacatecas, Coahuila, Chihuahua, San Luis Potosí, Nuevo León e Tamaulipas e pode ser cultivado em climas semelhantes em todo o mundo.

## Criação e produção
Os programas de melhoramento de guaiúle foram facilitados para domesticar, comercializar e desenvolver cultivares de maior rendimento. A seleção de guaiúle de alto rendimento é complicada pelo seu sistema de reprodução, que é principalmente apomixia (clonagem assexuada via gametas). Este sistema de reprodução é um tanto variável e existe uma variação genética considerável nas populações selvagens. A seleção de linhas de alto rendimento foi bem sucedida.
O Parthenium argentatum é adaptado para ambientes desérticos quentes e cresce bem em solos bem drenados e desérticos. Tem sido cultivado em condições de sequeiro e irrigadas. Pode ser cultivado em áreas onde a precipitação anual varia entre 380 e 635 mm e com temperaturas raramente caindo abaixo de -9 Celsius. Devido à produção de resinas terpênicas pela planta guaiúle, que são pesticidas naturais, ela é resistente a muitas pragas e doenças. No entanto, o seu lento crescimento a partir da semente significa que os herbicidas são necessários para o estabelecimento do povoamento.

## História

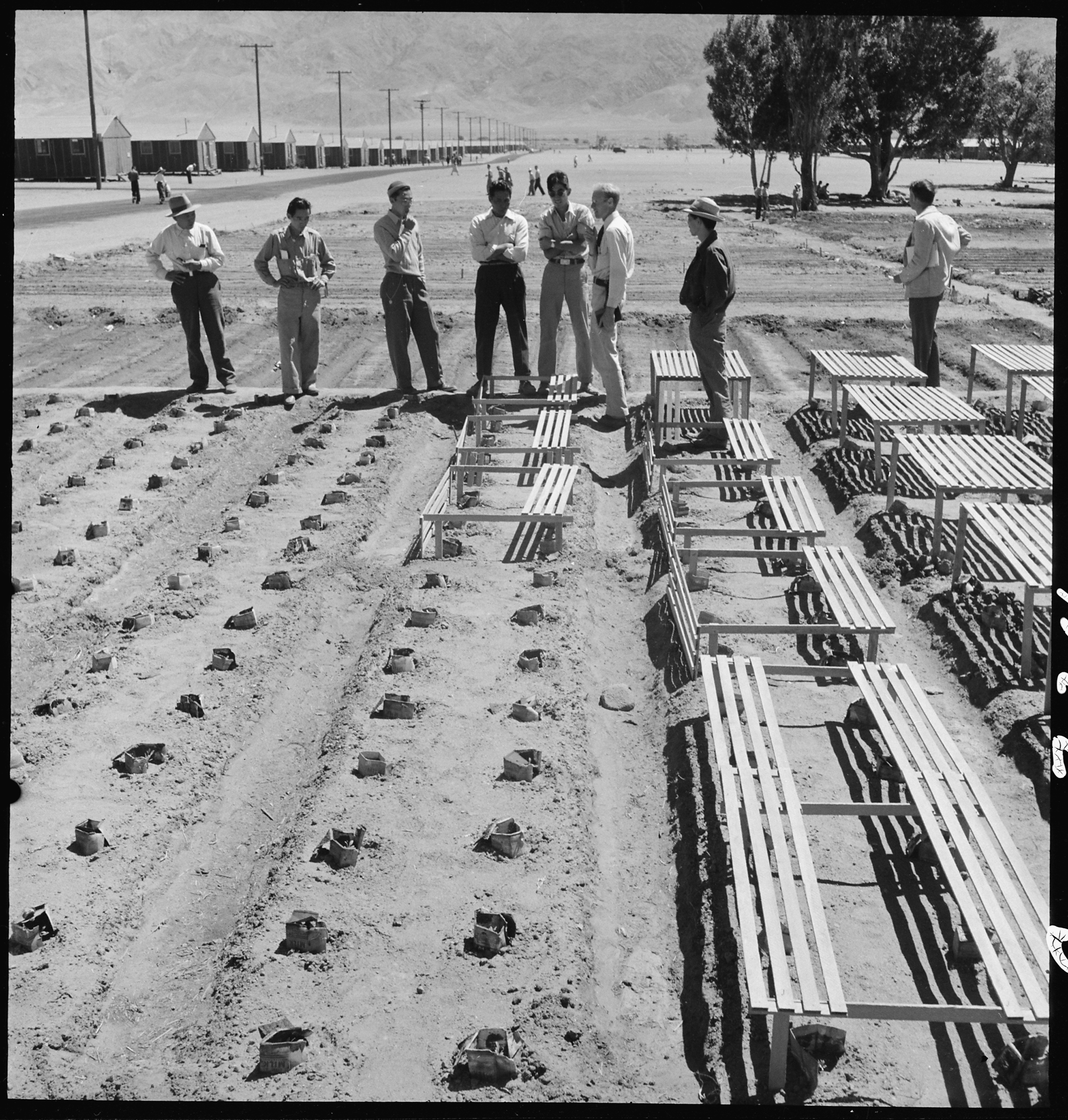
Robert Emerson (terceiro a partir da direita), bioquímico e botânico do Instituto de Tecnologia da Califórnia e diretor da experiência da borracha quaiúle, inspeciona plantas jovens em Manzanar com a sua equipe de cientistas internos (29 de junho de 1942).

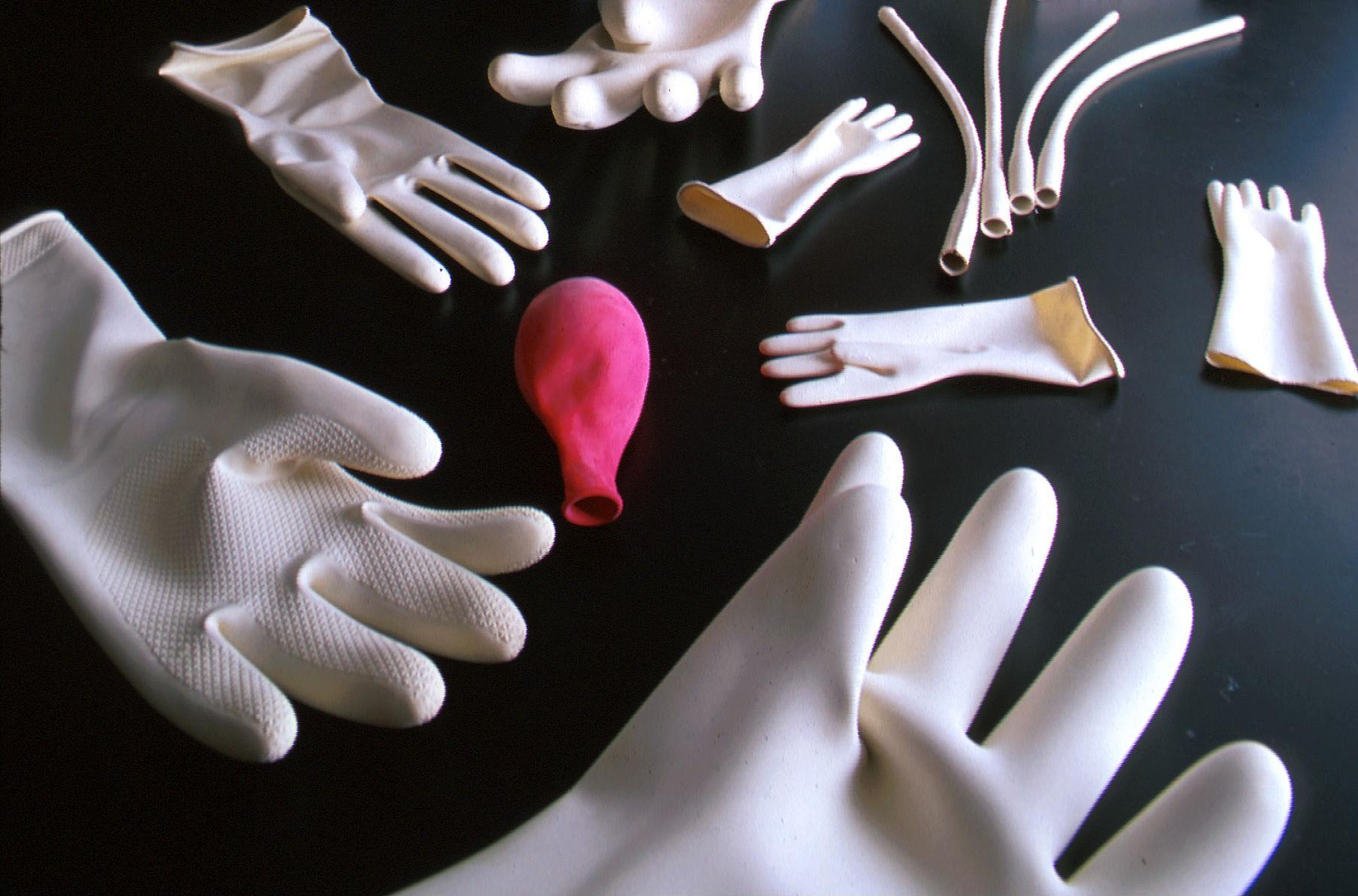
Produtos experimentais feitos de guaiúle.

Na década de 1920, a planta passou por uma breve e intensa investigação agrícola quando a Intercontinental Rubber Company na Califórnia produziu 1.400 toneladas de borracha depois de a doença das folhas na América do Sul ter dizimado a indústria brasileira de borracha. O guaiúle tornar-se-ia novamente um substituto para o látex produzido pela árvore Hevea durante a Segunda Guerra Mundial, quando o Japão cortou os recursos de látex da Malásia da América. A guerra terminou antes do início do cultivo em grande escala da planta guaiúle, e o projeto foi cancelado, pois era mais barato importar látex derivado de árvores do que esmagar os arbustos para obter uma quantidade menor de látex.
Atualmente, a PanAridus e a Yulex são os únicos produtores comerciais de borracha natural guaiúle no mundo. A Yulex fez parceria com a Patagonia, que agora está a fabricar a sua roupa de neoprene Yulex a partir de caules de plantas derivadas de guaiúle numa mistura 60/40 (60% guayule, 40% neoprene), reduzindo a dependência do neoprene convencional.
Em 2011, Howard Colvin liderou uma iniciativa de investigação e desenvolvimento de biomassa financiada pelo DOE no valor de US$ 6,9 milhões para produzir e testar um pneu totalmente de guaiúle.
Em outubro de 2015, a Bridgestone Corporation anunciou a criação dos primeiros pneus feitos inteiramente de borracha guaiúle, tendo construído uma quinta experimental e um centro de investigação de bioborracha em Mesa, Arizona, no ano anterior. O guaiúle é cultivado em Mesa e Eloy, Arizona.

## Propriedades hipoalergénicas
Na década de 1980, um surto de alergia ao látex Tipo 1 coincidiu com um aumento mundial na procura por luvas de látex em resposta às precauções reforçadas para prevenir a propagação de doenças, como SIDA e Hepatite B. Embora a borracha derivada da Hevea contém proteínas que podem causar reações alérgicas graves em algumas pessoas, o guaiúle não. Embora existam alternativas sintéticas para produtos de dispositivos médicos, elas não são tão elásticas quanto a borracha natural. O guaiúle funciona como Hevea, mas não contém nenhuma das proteínas relacionadas às alergias ao látex. Em 1997, um processo para produzir látex de guaiúle hipoalergénico foi licenciado pelo Departamento de Agricultura dos EUA para a Yulex Corporation.

## Biocombustível
A viabilidade do guaiúle como um potencial biocombustível foi melhorada recentemente à luz dos comentários de uma variedade de especialistas, incluindo Lester R. Brown do Earth Policy Institute, afirmando que "os biocombustíveis [baseados em alimentos] colocam os 800 milhões de pessoas com carros contra os 800 milhões pessoas com problemas de fome", o que significa que os biocombustíveis derivados de culturas alimentares (como o milho) aumentam os preços mundiais dos alimentos. O guaiúle pode ser uma cultura de biocombustível economicamente viável que não aumenta o problema da fome no mundo. O guaiúle tem outro benefício em relação às culturas alimentares como biocombustível - pode ser cultivado em áreas onde as culturas alimentares enfrentam dificuldades.